# Biotodoma
Biotodoma là chi (sinh học) nhỏ của họ Cá hoàng đếs. Chúng là chi bản địa ở lưu vực Amazon, các lưu vực ở Orinoco và Essequibo, Nam Mỹ.

## Phần loài
- Biotodoma cupido
- Biotodoma wavrini